# アラダー・ゲレビッチ
アラダー・ゲレビッチ（Aladár Gerevich、1910年3月16日 - 1991年5月14日）は、ハンガリーのフェンシング選手。1932年のロサンゼルスから1960年のローマまでサーブル団体において夏季オリンピック初・唯一の6大会連続金メダル獲得者となり、「オリンピック史上最高の剣士」と称された。

## 経歴
ミシュコルツで父親と一緒にスポーツを始めた。彼の才能は早期に認められ、すぐに彼はブダペストの学校で世界的に有名なイタリアの巨匠イタロ・サンテッリと戦うことができた。
アラダー・ゲレビッチは、オリンピックで6回優勝した唯一の選手で、1932年から1960年まで金メダルを獲得し続けた。オリンピックメダリストの中で最初にメダルを獲得した時と最後に獲得した時までの28年間という記録は、2012年にニュージーランドの馬術家マーク・トッドに並ばれるまで破られなかった。
ジェレビッチの妻エルナ・ボーゲン（別名: エルナ・ボガシー）、息子のパール・ゲレビッチ、義父のアルバート・ボーゲン（1912年夏季オリンピックでオーストリアのチームサーベルの銀メダリスト）は、全員オリンピックでフェンシングの種目でメダルを獲得している。
1960年にローマオリンピックのためのハンガリーオリンピックトライアルでジェレビッチは、フェンシング委員会から年を取りすぎて競争できないだろうと言われていたが、サーベルチーム全員との個別の試合に全勝したことで認めさせた。彼は1960年のローマオリンピックで個人サーベルの決勝戦で金メダルをあと少しのところで逃した。
引退後、彼はブダペストのヴァーサススポーツクラブでフェンシングを指導し、1988年にIOCオリンピックメダルを受賞し、1989年にはMOBのメンバーになった。1991年に81歳で亡くなった。
2003年にPiszkéstető天文台でクリスティアン・サルネツキーとブリギッタ・シプチェチによって発見された小惑星228893は、彼の名前にちなんで名付けられた。正式な命名の引用は、2014年1月16日に小惑星センターによって公開された（M.P.C.86716）。